# Col de la Luère
Le col de la Luère se situe à 715 mètres d'altitude dans les monts du Lyonnais et sépare les vallées de la Brévenne et de l'Yzeron aux confins des communes de Pollionnay et Saint-Pierre-la-Palud.
La restauratrice Eugénie Brazier y a tenu un restaurant jusqu'en 1968.

## Géographie
Le col se trouve entre les communes de Saint-Pierre-la-Palud et de Pollionnay, séparant les vallées de l'Yzeron et de la Brévenne.